# Graça Music
A Graça Music é uma gravadora evangélica brasileira com sede no Rio de Janeiro. Com mais de 25 anos de história, a empresa engloba uma editora musical (Graça Editora Musical) e conta com o suporte da rede Nossa Rádio e da RIT TV.

## História
Inicialmente, os CDs produzidos pela gravadora eram para distribuição dentro da própria Igreja (a Igreja Internacional da Graça de Deus), e os contratados eram, muitas vezes, pessoas ligadas à denominação.
Em meados dos anos 2000, cantores de maior renome no cenário musical evangélico entraram para o cast da gravadora, dando maior visibilidade à empresa, como Carmen Silva, Carlinhos Felix, Banda e Voz, dentre outros.
O ápice de popularidade da gravadora se deu a partir do ano de 2008, em que Maurício Soares se tornou o diretor-executivo da empresa, realizando várias contratações de músicos cristãos, como André Valadão, Heloisa Rosa, Ao Cubo, Mariana Valadão, Dany Grace e Thalles Roberto. Após sua saída, em 2010, Ana Paula Porto assumiu o cargo, e durante o período a gravadora investiu em nomes como Trazendo a Arca e Antônio Cirilo. Entretanto, em 2013 a Graça Music sofreu um retrocesso, perdendo vários de seus artistas de renome nacional do cast, retrocedendo aos poucos ao estado anterior a 2008, dando prioridade a artistas ligados à Igreja Internacional da Graça de Deus.
A gravadora também investia na coletânea Minhas Canções, que nada mais eram que um conjunto de canções de autoria de R. R. Soares gravadas por vários artistas ou em álbuns solo.
O álbum Fé, de André Valadão foi o primeiro, e até agora o único a receber indicação ao Grammy lançado pelo selo.